# ديمبا ديوب
ديمبا ديوب هو مدرس وسياسي سنغالي، ولد في 10 مايو 1927 في بوغي في موريتانيا، وتوفي في 3 فبراير 1967 في تييس ‏ في السنغال. نشط حزبياً في الحزب الاشتراكي السنغالي ‏. وقد انتخب عمدة امبور ‏ (1966 – 1967) وانتخب عضو الجمعية الوطنية في السنغال ‏.